# Gaston Lenôtre
Gaston Albert Celestin Lenôtre (* 28. Mai 1920 in Saint-Nicolas-du-Bosc (heute: Le Bosc du Theil) im Département Eure in der Haute-Normandie; † 8. Januar 2009 in Sennely im Département Loiret) war ein französischer Konditor, Chocolatier, Unternehmer und Autor mehrerer Backbücher.
Fachwelt und Medien würdigen Lenôtre als einen grundlegenden Erneuerer des Konditorwesens. In seiner „École Lenôtre“ in der Nähe von Paris bildete er mit seiner Fein- und Zuckerbäckerei mehrere Generationen von Konditoren und Köchen aus. Er befreite das Backwerk von belastendem Fett und Zucker und ersetzte dies durch leichtere Zutaten und frische Früchte.

## Leben und Werk
Gaston Lenôtre und sein Bruder Marcel waren die Söhne von Gaston Lenôtre, einem Chef Saucier im Grand Hôtel de Paris, und dessen Frau Éléonore (geb. Beauvais), die als eine der ersten französischen Chef-Köchinnen für den Bankier Baron Pereire und für die Familie des Bankiers Baron Rothschild an deren Residenzen in Paris und Bordeaux arbeitete.
1918 heirateten seine Eltern und ließen sich in der Normandie auf einem Bauernhof mit rund fünfzig Hektar nieder. Von seiner Mutter wurde er mit dem Handwerk der Feinbäckerei vertraut gemacht, was auch der Beginn seiner Lehre war. Denn wegen einer schweren Erkrankung seines Vaters 1930 musste man den Bauernhof aufgeben und konnte man ihm keine Ausbildung finanzieren. Lenôtre empfand später diesen Notstand als einen Glücksfall. Als Commis (Gehilfe) ging er bei einer guten Konditorei in Pont-Audemer arbeiten. In den 1930er Jahren besserte Gaston Lenôtre sein Taschengeld auf, indem er mit dem Fahrrad zum rund 100 Kilometer entfernten Paris fuhr und dort hausgemachte Schokoladen verkaufte. Anfang 1936, in der noch andauernden Weltwirtschaftskrise, suchte er nach Arbeit in Paris. Im Pariser Vorort Pantin fand er nach vielen erfolglosen Bemühungen und einer Lagerarbeit im Quartier des Halles endlich eine berufsgemäße Anstellung, da er wusste, wie man Ostereier aus Schokolade herstellt.
1939 holte ihn sein früherer Arbeitgeber wieder zurück in die Normandie. Nach dem Einmarsch der deutschen Armee 1940 in Frankreich verließen zehn Bäcker ihre Heimatstadt Pont-Audemer. Dies erlaubte ihm die Eröffnung eines kleinen Konditorladens zusammen mit seinem Bruder Marcel und seiner Mutter an der Kasse. 1943 heiratete er Colette Courallet, die für eine modische Eleganz der Verkäuferinnen sorgte und die Inneneinrichtung des Geschäftes gestaltete. Seine erste Konditorei kaufte er sich 1947 in Pont-Audemer, es war seine frühere erste Arbeitsstelle. Zu seinen treuen Kunden zählte auch ein Schlossherr in der Umgebung von Pont-Audemer, der ihm empfahl, sich in Paris niederzulassen, und ihm dazu seine Hilfe anbot.

### Paris
1957 übernahm er mit seiner Frau Colette eine bis dahin schlechtgehende Pâtisserie im bürgerlichen 16. Arrondissement von Paris. Zur Zeit der Geschäftsübernahme befanden sich vier Pâtisserien in der rue d’Auteuil, nach einem Jahr gab es dort nur noch Lenôtres Pâtisserie. Neben der guten Qualität seiner Erzeugnisse wandte er auch verkaufsfördernde Mittel an wie das Umleiten der Backstubenventilation auf den Boulevard. Von einem normannischen Bauernhof in der Nähe von Bernay ließ er sich täglich frisch die Zutaten wie Butter und Sahne liefern. Bald schon konnte der geschäftstüchtige, umgängliche und freundliche Lenôtre Kontakte zur gehobenen Pariser Gesellschaft knüpfen, so belieferte er unter anderem die Familien Dassault, Robert Hersant und Lagardère.

### Expansion

Unternehmenslogo von Lenôtre bis 2011

1960 gründete er einen Catering-Service für Feingebäck. Durch den systematischen Einsatz der Gefriertechnik ab 1964 wurde er zu einem der ersten Caterer.
1968 eröffnete Lenôtre seine Küchen und seine Versuchsküche in Plaisir. 1971 erweiterte er seinen Standort mit einer Meisterschule, der „École Lenôtre“, an der sich jährlich bis zu 3 000 Amateure, Meisterkonditore und -köche fortbilden, darunter auch so berühmte Köche wie Alain Ducasse und Eckart Witzigmann. Von 1982 bis 1983 war Johann Lafer für den Pariser Pâtissier tätig.
Seine erste ausländische Dependance etablierte Lenôtre 1975 im Berliner Kaufhaus des Westens, kurz darauf expandierte er nach Japan, in den Nahen Osten, nach Südkorea, in Las Vegas, Bangkok und später auch in Peking. 1982 eröffnete er gemeinsam mit Paul Bocuse und Roger Vergé den „Pavillon de France“ mit einem Restaurant und einer Boulangerie in Disneyworld, Epcot Center, Orlando (Florida).
1976 übernahm er das Pariser Drei-Sterne-Restaurant „Le Pré Catelan“, ein Second Empire-Gebäude im Bois de Boulogne und 1985 den „Pavillon Elysée“ an den Champs Élysées.

### Verkauf an Accor
In den 1980er Jahren erlitt er durch die Expansion seiner Catering-Gruppe in Houston, Texas, so hohe Verluste, dass er das gesamte Unternehmen 1985 an die Hotelkette Accor verkaufen musste. Accor führte die Expansion weiter, sodass die Marke Lenôtre im Jahr 2009 52 Filialen in 13 Ländern zählte, zwölf davon in Paris, allein in Frankreich arbeiten 1200 Mitarbeiter. Er selbst verabschiedete sich in den frühen 1990er Jahren aus dem Geschäftsleben und zog mit seiner zweiten Frau Catherine nach Sologne im Loiretal. Danach besprach er sich weiterhin regelmäßig mit Patrick Scicard (* 1955), dem Sohn eines Konditors und seit 1996 der Vorsitzende der Accor-Gruppe, die weiterhin auf die Einhaltung seiner Rezepturen und auf die Fortbildung ihrer Mitarbeiter achtet. 2008 erwirtschaftete die Lenôtre-Gruppe einen Umsatz von 162 Mio. Dollar.
Im September 2011 verkaufte Accor ihre Tochterfirma Lenôtre für 75 Mio. Euro an den international tätigen Catering-Dienstleister Sodexo. Scicard sollte weiterhin mit seinen Mitarbeitern die Geschäfte führen. Sodexo sah mit der Übernahme von Lenôtre Erweiterungsmöglichkeiten in der Luxusgastronomie und Überschneidungen im Prestige-, Sport- und Freizeitgütermarkt.
Ab 1991 kaufte er das Weingut Château de Fesles in Bonnezeaux und das Château de la Roulerie im Coteaux de Layon sowie andere Weinberge an der Loire. Dort produzierte er liebliche Weißweine, die gut zu Desserts passen. In Clos des Varennes ließ er einen trockenen Savennières keltern. Seine Frau hält das Château Meyre im Médoc und andere Weingärten in Margaux bei Bordeaux. Nach umfassenden Investitionen und Verbesserungen verkaufte er 1996 die Güter wieder.
Zur Feier seines 80. Geburtstags im Jahr 2000 schufen 80 Lehrlinge mit ihren Meistern von der „École Lenôtre“ eine zehn Meter hohe und zwei Tonnen schwere Torte, die in den Grünanlagen der Jardins du Trocadéro vor dem Eiffelturm verkostet wurde.

### Familie
Lenôtre war ein Familienmensch, der großen Wert auf die Fortführung der familiären kulinarischen Tradition gelegt hatte und seine Kinder und Verwandten auch in seinem Unternehmen einführte. Er hinterlässt seinen jüngeren Bruder Marcel, seine zweite Frau Catherine, die er 1999 geheiratet hatte, und drei Kinder, die ebenfalls Meisterköche wurden: Alain, Sylvie und Annie. Alain Lenôtre leitet die Kochschule „Culinary Institute“ in Houston, Texas. Sylvie Lenôtre schrieb 13 seiner Kochbücher, die insgesamt eine Auflage von über eine Million Exemplaren erreichten. Tochter Annie leitet bei der Lenôtre-Gruppe die Abteilung für Gourmetgeschenke. Die Kochkunst seines Neffen Patrick Lenôtre (Le Pré Catalan, L’Étoile) wurde mittlerweile mit sieben Michelin-Sternen ausgezeichnet. Gaston Lenôtre wurde auf dem Friedhof der Kirche Notre-Dame-de-la-Couture in Bernay in einem Familiengrab beigesetzt.

## Bedeutung
Lenôtre wird als ein grundlegender Erneuerer des Konditorwesens gewürdigt, die bis dahin übliche fett- und zuckerschwere Zuckerbäckerei entlastete er durch leichtere Zutaten wie Gelatine, Mousse und Eischnee. Er ersetzte zum Beispiel die energiereiche Buttercreme durch eine leichte Biskuitmasse und reduzierte die Zuckermenge des bis dahin obligatorischen Zuckergusses. Auch der Geschmack besserte sich, ein konsistentes Mundgefühl bilden Früchte und leichte Cremes in seinen Bavarois, seine Charlotten mit Früchten, seine feinen Backwaren (viennoiseries) und seine Macarons. Bekannte Klassiker sind etwa der Kuchen Opéra von Cyriaque Gavillon (Dalloyau), eine Aufeinanderfolge von Biskuitschichten, die mit Grand Marnier getränkt und mit einer Ganache aus Schokolade- und Kaffeecreme gefüllt wird oder Succès aus Makronenteig und Nougatine (karamellisierter Zucker mit Mandel- oder Nussmasse).
Vor allem setzte er eine präzise und punktgenaue Beachtung der Zubereitungen, Mengenangaben, Backtemperaturen und -zeiten als Standard durch. Sein Freund Paul Bocuse setzte ihn gleich mit dem Begründer der französischen Pâtissierie, Marie-Antoine Carême (1784–1833). Wie Carême bestand auch Lenôtre darauf, dass die Feinbäckerei die beste Übung für Meisterköche sei, da man dadurch sehr gut Präzision und Perfektion einübe. Als Lenôtres Nachfolger gilt der Elsässer Pierre Hermé, der bereits im Alter von 14 Jahren seine Lehre bei ihm begann und dort sechs Jahre lang lernte.

## Zitate
« La pâtisserie, vous savez, on ne la fait pas pour nourrir les gens mais pour leur offrir de la douceur à partager. »

„Die Feinbäckerei, wissen Sie, macht man nicht, um die Menschen zu ernähren, sondern um ihnen das Süße zum Teilen anzubieten.“

« La pâtisserie m'a appris le goût de la précision, de la mésure, de la discipline. Si on fait les choses à moitié, je hurle. »

„Die Feinbäckerei lehrte mich den Geschmack der Genauigkeit, des Maßes, der Disziplin. Wenn man die Dinge nachlässig ausführt, schreie ich.“

« Il avait su, par son talent et sa créativité, par sa rigueur et son exigence, élever la pâtisserie au rang d'art. Il avait à coeur de transmettre son savoir aux générations futures, faisant ainsi perdurer et rayonner un savoir-vivre à la française à travers le monde. Il n'aimait pas le conformisme, il cherchait toujours à innover dans le respect des traditions et règles de l'art. »

„Er hatte es mit seinem Talent und seiner Kreativität, mit seiner Strenge und seinem Anspruch verstanden, die Feinbäckerei in den Rang einer Kunst zu erheben. Es lag ihm viel daran, sein Wissen den kommenden Generationen zu übermitteln, also die französische Lebensart in der Welt fortdauern und -strahlen zu lassen. Er mochte den Konformismus nicht, er versuchte immer, unter Beachtung der Traditionen und der Regeln, die Kunst zu erneuern.“

## Auszeichnungen
- 1955 gewann Lenôtre einen internationalen Konditorenwettbewerb in Deauville.
- 2000 wurde ihm von Paul Bocuse das Verdienstkreuz des Officier de la Légion d’Honneur überreicht.